# كارستن فيلاند
كارستن فيلاند (بالألمانية: Carsten Wieland)‏ هو صحفي ألماني، ولد في 1971.